# Madonna con Bambino (Francesco Morone)
Madonna col Bambino è un dipinto realizzato con la tecnica della pittura a olio su tela del pittore veronese Francesco Morone, conservato presso l'Accademia Carrara di Bergamo.
L'opera risale al 1509, periodo di piena maturità artistica di Morone. Sulla tela è presente la data e la firma è autografa in lettere dorate. Venne acquistata da Giovanni Morelli nel 1891.